# Pierre-Robert Le Cornier de Cideville
Pierre-Robert Le Cornier de Cideville, né le 2 septembre 1693 à Rouen et mort le 5 mars 1776 à Paris, est un magistrat, bibliophile et homme de lettres français, cofondateur de l’Académie de Rouen.

## Biographie
D'une famille de parlementaires, descendant du prévot des marchands Jean Luillier et du conseiller d'État Jacques Le Cornier de Sainte-Hélène, commissaire en la chambre de justice et un des juges de Fouquet, Pierre-Robert Le Cornier de Cideville est le fils de Robert Le Cornier, seigneur de Cideville, conseiller au parlement de Normandie, et de  Louise Le Cornier de Sainte-Hélène.
Il succède à son père dans la charge de conseiller au Parlement de Normandie. Outre l’étude des lois à laquelle il s’était de bonne heure sérieusement appliqué, il avait encore cultivé la musique, la peinture et la poésie surtout dont il avait, à dix-huit ans, remporté un prix à l’Académie des Palinods de Rouen.
Il se fait construire le château de Launay, à Saint-Paër.
Condisciple de Voltaire au collège Louis-le-Grand, il sera, de l’aveu de ce dernier, son ami plus de cinquante ans. Faisant grand cas de son jugement, celui-ci n’hésitait pas à soumettre ses écrits à son jugement. Voltaire est même venu chercher refuge chez lui en 1730 alors qu’il était poursuivi pour certaines de ses œuvres. Il aurait écrit Éryphile et la Mort de César lors de ce séjour en Normandie. La correspondance de cette figure majeure des Lumières en province, avec Voltaire constitue une mine pour les spécialistes de cette époque. Une de ses lettres donne l’occasion de juger du talent épigrammatique de Cideville : « Vous n’aviez garde de trouver M. de Voltaire, écrit-il à un correspondant à son sujet, il est parti très précipitamment de Déville, le jour même que vous êtes venu l’y chercher ; il s’est avisé de guérir un paysan de la fièvre, et on l’a pris pour un sorcier :
Pour avoir délivré
Un manant de la fièvre tierce,
Le village s’est figuré
Que notre homme était en commerce
Avec quelque diable juré.
Bien est vrai qu’au talent de guérir les malades,
Surnaturel en ce canton,
Contes de loup-garou s’étaient joints, ce dit-on.
On entendait, la nuit, aubades
Aux alentours de la maison,
Et de dessous les palissades
Sortaient donneurs de sérénades,
Crus de Satan les camarades,
Qui donnaient à tous le frisson
Par infernales mascarades.
Sans doute on aura pris les ébats des Dryades
Qui faisaient fête au moderne Apollon.
Bref, le curé, plus sot que sa séquelle,
Parlait de faire un bon procès,
Et qu’il fallait que la Tournelle
L’interrogeât sur tous ces faits.
Bien entendu que certaine valise
Qu’on n’osait regarder trop sans frayeur,
Ès mains du greffe avec soin serait mise
Comme boutique d’enchanteur.
Et j’eus bien craint qu’à maint de mes confrères
(À qui Dieu fasse paix !)
Certains écrits d’Eschyle et Sophoclès
N’eussent paru magiques caractères ;
Car on l’a dit — et ce n’est pas chimères —
Est à Rouen président, conseiller,
Qui va croyant au sorcier
Par la raison qu’il ne l’est guères.

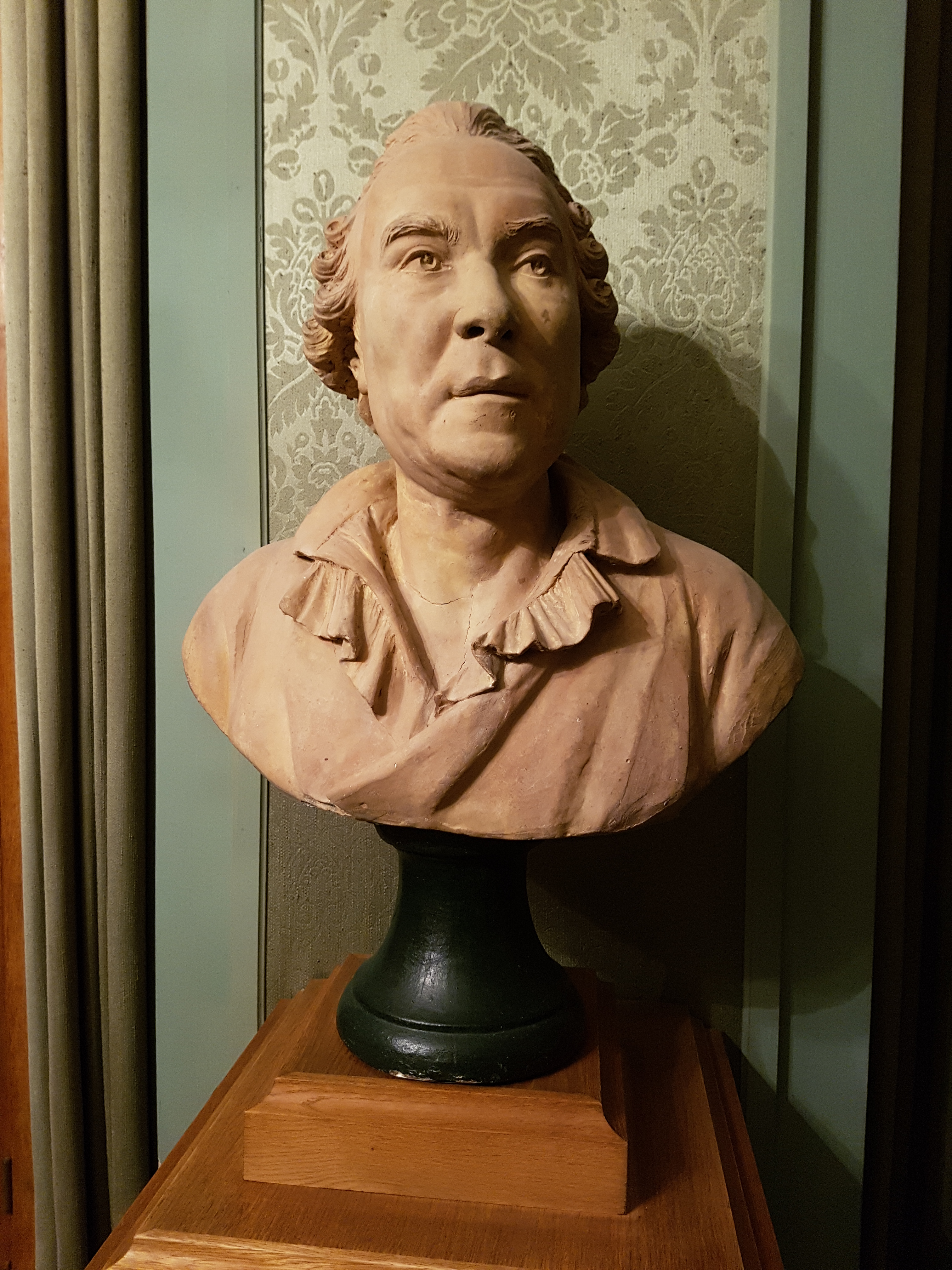
Buste de Pierre-Robert Le Cornier de Cideville, par Edme-François-Étienne Gois (Académie des sciences, belles-lettres et arts de Rouen).

Le Cornier de Cideville a été, avec Fontenelle, le cofondateur de l’Académie de Rouen dont il a rédigé les statuts. Il a également doté Rouen d’une école de dessin à la tête de laquelle il a fait placer le peintre Descamps. Bien qu’il n’ait jamais rien fait imprimer, il existe parmi les manuscrits qu’il a légués, avec sa riche bibliothèque, à l’Académie de Rouen un recueil intitulé Poésies diverses et curieuses. Une seconde partie de ce recueil intitulé Journal depuis juin 1743 jusqu’en 1775 se trouve, avec le portrait de l’auteur, à la Bibliothèque publique de Rouen.
Bibliophile, il lègue sa bibliothèque composée de 2 000 ouvrages à l'Académie de Rouen.
À sa mort, son éloge a été prononcé à l’Académie de Rouen par Haillet de Couronne.

## Sources
- Théodore-Éloi Lebreton, Biographie normande : recueil de notices biographiques et bibliographiques sur les personnages célèbres nés en Normandie et sur ceux qui se sont seulement distingués par leurs actions ou par leurs écrits, vol. 1er, Rouen, A. Le Brument, 1858, 548 p. (lire en ligne), p. 314-315.
- Christiane Mervaud, La chimère de la gloire ou la chimère du bonheur : Cideville, lecteur et critique de Voltaire, Études normandes,1997